# 중국의 개신교 선교
19세기 초에 서구의 식민지 확장과 함께 복음주의의 급격한 전파도 이루어졌는데, 기독교 선교사에서 이를 제2차 대각성이라 한다.
로버트 모리슨이 1807년에 선교를 시작할 때 수천명의 개신교도들이 온 가족과 함께 중국으로 함께 이주하여 중국과 서구의 문화적 교두보 역할을 했다. 대부분의 선교사들은 특정 개신교 단체의 지원을 받거나 모국의 이름으로 선교를 이어나갔다. 이들은 영국 동인도 회사가 한창 강성해질 때 중국에 입국하였으나 광동십삼행(현재의 광저우 및 마카오) 밖으로 벗어나지는 못하였다. 그러다가 1842년에 제1차 아편 전쟁의 조약으로 인해 서구 열강들이 다섯 개 항구를 자유롭게 사용할 수 있게 되면서 선교사들의 중심 선교지역도 같이 넓어졌다. 그러다가 1860년에는 제2차 아편 전쟁의 강화조약에 따라 중국의 전 국토가 프랑스와 영국에게 개방된다.
중국의 개신교 선교는 이후 수십년동안 폭발적으로 성장한다. 1860년에는 50명이었던 선교사 가족들이 1900년에는 2,500명에 달하게 된다. 이들 중 1,400명이 영국에서, 1,000명이 미국에서, 100명이 스칸디나비아를 비롯한 유럽 내지에서 왔다. 선교활동은 1920년에 최고조에 달했다가 이후 만주사변, 중일 전쟁 등 각종 전쟁이 발생하는 등 정세가 불안해지며 감소한다. 1953년에는 중국 공산당에 의해 모든 개신교 선교사들이 추방당한다. 이 때까지 중국에서 선교활동을 한 사람들의 수는 대략 5만여명으로 추정된다.

## 중국에서의 삶

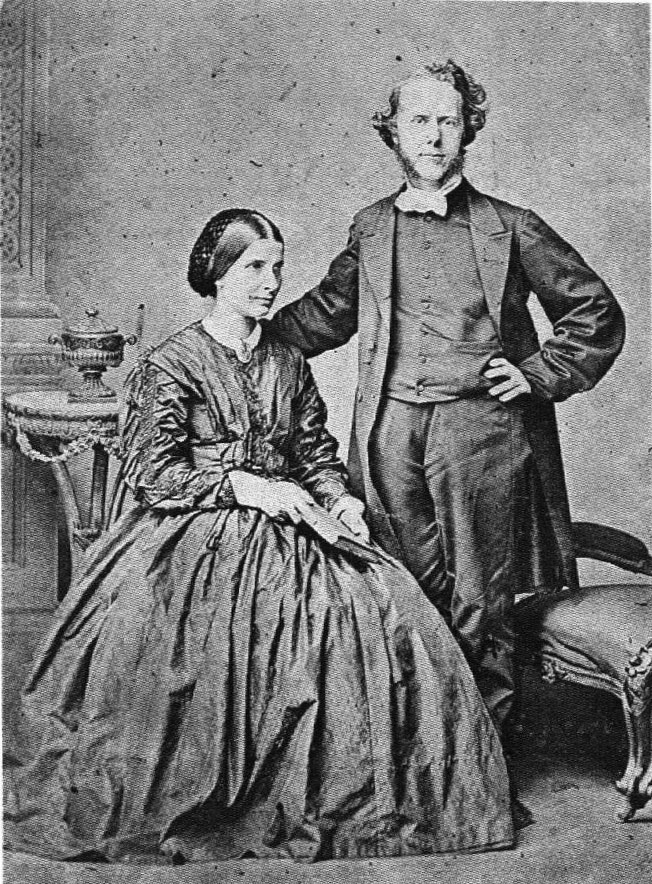
1865년의 허드슨과 마리아 테일러 부부

19세기 당시 외국인 선교사들은 건강과 정신적 문제로부터 많은 고통을 받았다. 중국내지선교회가 파견한 53명의 선교사들 중 오직 23명만이 선교지에 계속 남아있었고 그중 3~4명만이 제대로 된 선교활동을 이어갔다. 또한 중국어를 배우는데에만 대략 5년이 소요되었고, 절반 정도는 그 전에 고향으로 돌아가거나 사망했다. 특히 당시 중국 선교사 부부 사이의 영아 사망률은 영국 내지의 세배에 달했다. 그러나 19세기 후반에 접어들면서 더 많은 의사들이 선교에 참여하고, 선교 단체의 인식이 좋아짐에 따라 이러한 열악함은 점점 개선되었다.
일차적인 목표인 선교 그 자체에서 성공을 거두지 못함에 따라 선교사들은 점점 사기를 잃어갔다. 로버트 모리슨은 27년의 선교 기간동안 오직 25명만 회심시키는데 성공했으며, 대부분의 선교사들도 마찬가지였다. 중국인들의 회심율은 점점 상승했지만 1900년까지 수천명의 선교사들을 파견하여 10만여명밖에 회심시킬 수 없었다. 더욱이 당시 중국의 개신교도들은 단순히 쌀을 타러 교회에 나오는 라이스 크리스천에 불과하다는 비판을 받았다. 선교사들은 이후 선교 전략의 일환으로 병원과 학교를 세우기 시작한다.
당시 중국인의 시각에서 기독교란 단순히 아편과 관련된 무언가에 지나지 않았고, 태평천국의 난에 의해 수백만명이 사망한 이후에는 특히 이러한 생각이 심해졌다. 당시 중국의 한 관료는 중국에 체류하는 서양인들에게 '당신네들이 가져온 선교사들과 아편만 가지고 돌아간다면 환영받을 수 있을 것'이라는 말을 남기기도 했다. 1923년에는 카슈가르의 무슬림들이 스웨덴 선교사들을 쫓아내기 위해 봉기를 일으키기도 하였다.

## 같이 보기
- 중국의 기독교
- 찬미시
- 중국기독교협회